# Sziavus pasa tornya
Sziavus pasa tornyát (Budapest, I. kerület, Lovas út) Sziavus pasa építtette az északi várlejtőn 1648 és 1650 között. Török neve Sziavusz pasa kuleszi. Eredetileg félkör alapú bástyatorony volt, ami Buda visszafoglalásakor, 1686-ban nagyrészt elpusztult, és sokáig romokban hevert. Alapjainak felhasználásával, valószínűleg még 1755 előtt, a rondellát ötszögű bástyával vették körül, és ezt ekkor már Károly bástyának nevezték és 1763-ig teljesen kiépítették. 1836-ban még megvolt, később teljesen elbontották, de még 1870 előtt a behorpadt alaprajzi vonalon emelt fallal kötötték össze.